# Rico Dalasam
Jefferson Ricardo da Silva, connu sous son nom de scène Rico Dalasam, est un chanteur-compositeur et rappeur brésilien connu principalement pour les thèmes homos de ses morceaux. Une de ses chansons les plus connues est Todo Dia (pt), avec Pabllo Vittar.

## Articles sur sa musique
- (pt) Rose De Melo Rocha et Ozzie Gheirart, « “Esse close eu dei!” A pop-lítica “orgunga” de Rico Dalasam », Revista Eco-Pós, vol. 19, no 3,‎ 23 décembre 2016, p. 161–179 (ISSN 2175-8689, DOI 10.29146/eco-pos.v19i3.3783, lire en ligne, consulté le 4 avril 2024)
- (pt-BR) « (POLI) GÊNEROS E MÚSICA: ENSAIOS SOBRE LINIKER, AS BAHIAS E A COZINHA MINEIRA E RICO DALASAM », Revista Outras Fronteiras,‎ 21 août 2017 (lire en ligne, consulté le 4 avril 2024)
- (pt) Eder Ahmad Charaf Eddine, « O movimento Queer Rap no Brasil e a descentralidade da identidade em “Aceite-C”, de Rico Dalasam », Revista Crioula, no 21,‎ 30 juin 2018, p. 348–377 (ISSN 1981-7169, DOI 10.11606/issn.1981-7169.crioula.2018.143071, lire en ligne, consulté le 4 avril 2024)
- (pt) Jonath Boeta Abdalla, Pablo Vinícius Barreto de Oliveira et Ângela Maria da Costa e Silva Coutinho, « Análise das apresentações da performance através do público », Revista Extraprensa, vol. 12,‎ 17 octobre 2019, p. 827–837 (ISSN 2236-3467, DOI 10.11606/extraprensa2019.153485, lire en ligne, consulté le 4 avril 2024)
- (en) Daniela Vieira Dos Santos et Derek Pardue, « BRAZILIAN PERFORMERS GO BEYOND THE STREET: The Queering and Artification of Hip Hop », Novos estudos CEBRAP, vol. 42,‎ 23 octobre 2023, p. 351–370 (ISSN 0101-3300 et 1980-5403, DOI 10.25091/S01013300202300020007, lire en ligne, consulté le 4 avril 2024)